# Chiloglanis microps
Chiloglanis microps är en fiskart som beskrevs av Matthes, 1965. Chiloglanis microps ingår i släktet Chiloglanis och familjen Mochokidae. IUCN kategoriserar arten globalt som livskraftig. Inga underarter finns listade i Catalogue of Life.